# نرجساوات
النرجساوية (الاسم العلمي: Amaryllidoideae)، فُصيلة نباتات مُزهرة من فصيلة النرجسية ورتبة الهليونيات. تتكون الفُصيلة من حوالي سبعين جنسًا، مع أكثر من ثمانمائة نوع، عالمية التوزيع.